# 스테판 리스토프스키
스테판 리스토프스키(마케도니아어: Стефан Ристовски, 1992년 2월 12일 ~ )는 북마케도니아의 축구 선수로 현재 보스니아 헤르체고비나 프리미어리그의 사라예보에서 수비수 겸 미드필더로 활약하고 있다.

## 클럽 경력
리스토프스키는 그의 고향 팀인 바르다르에서 축구 생활을 시작하였고, 그가 겨우 17세이던 2010년 1월에 이탈리아 축구 클럽 파르마와 5년 계약을 맺었지만, 그가 18세가 될때까지는 공식적인 영입은 아니었다.
리스토프스키는 2011년 7월 6일에 세리에 B 크로토네로 임대를 떠났다. 충분한 출전 경험을 쌓은 후, 2011-12 시즌에 프로시노네로 임대를 갔지만, 겨울 이적 시장에 복귀하였다. 2012년 7월 5일, 리스토프스키는 바리로 임대를 떠났다.

## 국가대표팀 경력
리스토프스키는 2011년 8월 10일에 열린 아제르바이잔과의 친선전에서 마케도니아 공화국 축구 국가대표팀 데뷔전을 치렀다.

## 수상 경력
HNK 리예카
- 프르바 HNL: 2016–17
- 크로아티아 풋볼 컵: 2016–17